# Kosmos 14
Kosmos 14 – radziecki satelita technologiczny serii Omega; pierwszy radziecki eksperymentalny satelita meteorologiczny. Satelita testował system orientacji satelitów z użyciem elektrycznego żyroskopu (produkcji zakładów VNIIEM) – układu rozpędzanych elektrycznie żyroskopów, hamowanych elektromagnesami i oddziaływającymi z ziemskim polem magnetycznym, co zapewniało stabilizację trójosiową. 
Początkowo uważano, że satelita służy badaniom geofizycznym. Dopiero 4,5 roku po wystrzeleniu okazało się, że satelita prowadził badania systemu stabilizacji i orientacji statków kosmicznych na potrzeby satelitów meteorologicznych. Prowadził także eksperymenty z ogniwami słonecznymi.
Wyniki tychże testów, w tym przeprowadzonych na bliźniaczym satelicie Kosmos 23, zostały zastosowane w satelicie Kosmos 122 i dalszych satelitach programu Meteor.
Statek utrzymywał łączność z Ziemią za pomocą radiostacji Mayak, pracującej na częstotliwości 20 MHz.